# Propylenchlorhydrin
Název propylenchlorhydrin se nejčastěji používá pro látku se vzorcem CH3CH(OH)CH2Cl, se systematickým názvem 1-chlorpropan-2-ol, bývá také používán pro izomerní sloučeninu CH3CH(Cl)CH2OH; společně s dalšími podobnými látkami vytvářejí skupinu sloučenin nazývanou chlorhydriny, která je jednou ze skupin halogenhydrinů. Oba tyto izomery jsou bezbarvé kapaliny rozpustné v organických rozpouštědlech a oba se vznikají průmyslově ve velkých množstvích jako meziprodukty při výrobě propylenoxidu.
Reakcí vodného roztoku chloru s propenem vznikají CH3CH(OH)CH2Cl a CH3CH(Cl)CH2OH v poměru 10:1. Jejich reakcí s uhličitanem vápenatým vzniká propylenoxid, používaný při výrobě plastů a jiných polymerů.